# Jomsom
Jomsom (em nepali: जोमसोम) ou Jomosom, também conhecida como Dzongsam ("Forte Novo") é uma aldeia e um village development committee (lit.: "comité de desenvolvimento de aldeia") na zona de Dhaulagiri da região Oeste do Nepal. É a capital do distrito de Mustang. Em 2011 tinha 1 370 habitantes e 430 residências.
O village development committee tem as seguintes aldeias:
- Dhumba (2 780 m)
- Hadigaun (2 730 m)
- Jomsom (2 740 m)
- Kaisang (3 460 m)
- Samle (2 780 m)
- Thineegaun (2 860 m)

A aldeia situa-se no vale do Kali Gandaki, a 2 740 m de altitude, entre os maciços do Annapurna, a leste, e do Dhaulagiri, a oeste, num local com vistas para os picos nevados do Dhaulagiri, Nilgiri e Tilicho, sensivelmente a meio caminho entre Marpha (a sul) e Kagbeni (a norte). É um ponto de paragem e pernoita para muitos dos caminhantes que percorrem o Circuito de Annapurna, o popular percurso de caminhada em volta daquela cordilheira.
Jomsom dispõe de um pequeno aeroporto (IATA: JMO, ICAO: VNJS) com vários voos regulares diários em pequenos aviões sobretudo para Pokhara, embora também haja alguns para Catmandu. Devido aos fortes ventos que sopram no vale a partir do meio da manhão, os voos só se realizam durante as primeiras horas da manhã. Uma companhia de montanha do exército nepalês está estacionada em Jomsom.